# Il labirinto greco
Il labirinto greco (El laberinto griego) è un romanzo poliziesco di Manuel Vázquez Montalbán, pubblicato nel 1991. Si tratta di un'indagine dell'investigatore privato Pepe Carvalho.

## Trama
Tra le speculazioni e le grandi possibilità economiche che la preparazione dei Giochi olimpici del 1992 stanno scatenando, l'investigatore privato Pepe Carvalho viene ingaggiato da una coppia di francesi: Claire Delmas, affascinante impiegata museale parigina e Georges Lebrun, direttore dell'ufficio vendite della Radiotelevisione francese. I due hanno oltrepassato i Pirenei per rintracciare un giovane greco disperso nella labirintica Barcellona: Alekos Faranduris, immigrato greco a Parigi, originario di Patmo, militante di sinistra, pittore, modello, bisessuale, ma soprattutto bellissimo, con l'aspetto di un marinaio abbronzato e baffi alla turca. Claire e Alekos hanno avuto una relazione appassionante quanto burrascosa, lei ha tentato il suicidio, lui è scomparso dalla capitale francese due anni prima senza lasciare traccia ed è stato avvistato l'ultima volta proprio nel capoluogo catalano.
Un altro caso si sovrappone alle indagini quando un ricco editore affida a Carvalho il pedinamento della giovane figlia (un misto di furbizia ed angelica perversione). Da un lato Pepe, stregato dalla bellissima francese che gli ha commissionato l'incarico, si impegnerà alla ricerca del bel greco, dall'altro per puro opportunismo economico terrà in piedi il caso della giovane “ninfetta”, sempre con l'aiuto e la leggerezza del cuoco personale e fido amico Biscuter.

## Edizioni in italiano
- Manuel Vázquez Montalbán, Il labirinto greco, traduzione di Hado Lyria, G. Feltrinelli, Milano 1992 ISBN 88-07-70027-1
- Manuel Vázquez Montalbán, Il labirinto greco, traduzione di Hado Lyria, Universale economica Feltrinelli, Milano 1994 ISBN 88-07-81271-1

## Adattamento cinematografico
Dal romanzo è stato tratto il film El laberinto griego del 1993, diretto da Rafael Alcázar con Omero Antonutti, Aitana Sánchez-Gijón, Eusebio Poncela.